# Кожьол
Кожьо̀лът, козел (на полски: kozioł, koza) е старинен полски музикален инструмент от типа на гайдите. Понякога е наричан дуди.
В наше време в Полша съществуват 8 вида гайди, разпространени в 5 района. Един от тях е кожьолът, който почти отпада след Първата световна война, но през последното десетилетие интересът към него се възражда. Наименованието му произлиза от полската дума за козел и коза, тъй като се изработва от кожата на това животно.
Съществуват няколко варианта на кожьоли – с мехове, които се надуват с уста и такива, при които вкарването на въздуха става с духало. Инструментът е запазен само в около 15-ина села в Любушко войводство на запад от град Волщин и около стотина села във Великополско войводство на юг от Познан. Съществуват две основни разновидности, които се различават по големина, конструктивни елементи и звук. В северната част около градовете Кошчян, Бук и Опаленица кожьолите са по-малки, а звукът е по-висок и писклив. Краищата на гайдуницата и на ручилото се извиват нагоре и завършва фуниевидно, подобно на рог. Тръбите са изработени на сектори частично. Южният тип, разпространен край Гостин и Равич, е с по-големи размери. Гайдуницата също завършва с форма на рог, но преминаването към него е по-остро, а ручилото се състои от три части, чиито връзки се осъществяват от метални тръбички. Съществуват и хибридни видове, нещо средно между двата типа. При всички кожьоли понякога мехът се покрива с декоративна тъкан с ресни, пришити в шевовете. Много често на върха на гайдуницата като украса се поставя стилизирана козя глава.
Стилът на свирене също е различен – на север звуците преминават плавно един в друг в легато, а на юг се изсвирват по-кратко и отсечено – в стакато. Южните музиканти са известни с много бързото и рязко стакато, изпълнено с доста свити пръсти, така че звуците наподобяват звънко бълбукане.
Съществуват два вида кожьоли – бял и черен. Белият се нарича още веселни – weselny (булчински), а черният – дошлюбни doślubny (сватбен). И двете наименования имат смисъл на сватбен кожьол, но се отнасят до различен етап от сватбения процес.

## Бял кожьол
Белият кожьол представлява обикновена универсална гайда, изработена от кожата на бяла коза, с руното навън. Около основата на гайдуницата край главината обикновено се обточва с червена лента. Върху лицевата страна на гайдуницата са разположени 6 или 7 пръстови дупки, а на обратната страна – още една за палеца на ръката. Ручилото е разделено на три сектора. Има три къси взаимно свързани последователно тръби, които при свирене се прехвърлят през лявото рамо и висят на гърба вертикално надолу. Музиката е бавна, до средно бърза с плавно изпълнение на легатото.

## Черен кожьол
Черният кожьол е направен от лицева кожа на черна коза, без видимо руно, а звукът му е по-писклив. Гайдуницата е цяла, без да се разделя на секции. При свирене ручилото се балансира в хоризонтално положение на лявото рамо на изпълнителя. Това е ритуален инструмент, който традиционно участва в първата част на полската сватба. Докато свири черният кожьол, а това е през целия ден и по време на вечерята, музиката се заплаща от младоженеца. След вечеря започва да свири белият кожьол и музиката се плаща от този, който поръчва поздрава или танца.
Според устни предания около 1800 г. са съществували оркестри, съставени от стотина кожьола. След Първата световна война към изпълненията на кожьола се добавя още кларинет, а по-късно и цигулка, като тази комбинация се превръща в традиционен полски ансамбъл. Трите инструмента заедно свирят в унисон и почти една и съща мелодия с еднаква орнаментика. В някои селища съществуват групи от по 5, 6 или дори 7 кожьола.